# Захарченко Валерій Стефанович
Вале́рій Стефа́нович Заха́рченко (* 12 квітня 1941, Київ, УРСР, СРСР) — оперний співак, соліст (баритон), педагог. Народний артист Української РСР (1991). Заслужений артист Української РСР (1976).

## Життєпис
1969 року закінчив київську консерваторію, спеціальність — оперний та концертний співак. Творчу діяльність розпочав солістом київської гастрольно-концертної організації «Київконцерт». З концертними програмами виїздив до Іспанії, Німеччини, Польщі, Росії, Угорщини. Довгий час був керівником ансамблю «Кияни». Починаючи 1998 роком — соліст Національної філармонії України.
Директор Київської асоціації діячів естрадного мистецтва України, 1997 рік — доцент кафедри естрадного співу Київського національного університету культури і мистецтв, 2003 — професор. З 2008 року викладає сольний спів на кафедрі естрадного виконавства.
Голова оргкомітету конкурсів:
- «Перлини України — 2009» ,
- «Боромля-2009»,
- «Первоцвіт-надія — 2011».

Серед його вихованців: Беда Ольга, Білак Кароліна, Біляєв Олександр, Дзись Володимир, Любчик Ксенія, Миргородська Кароліна, Новіцький Максим, Полякова Ольга, Спіженко Марта, Харкава Світлана, Шевченко Ірина, Вадим Яцун.